# Galo Atiaga Bustillos
Galo Atiaga Bustillos (Saquisilí, 13 de julio de 1919 - julio de 2007) fue un educador, abogado y político ecuatoriano.

## Biografía
Nació el 13 de julio de 1919 en Saquisilí, provincia de Cotopaxi. Realizó sus estudios secundarios en el colegio Vicente León y los superiores en la Universidad Central del Ecuador, donde obtuvo el título de abogado.
Entre los cargos que ocupó se cuentan concejal de Latacunga (entre 1950 y 1953), diputado nacional (entre 1956 y 1958) y senador (de 1968 a 1970), en ambas ocasiones en representación de Cotopaxi. También participó como representante en la Asamblea Constituyente de 1966.
En las elecciones de 1978 fue elegido prefecto provincial de Cotopaxi. Renunció al cargo en 1983 para participar en las elecciones legislativas del año siguiente, siendo elegido diputado nacional en representación de Cotopaxi por el partido Frente Radical Alfarista (periodo 1984-1986).
Falleció a principios de julio de 2007.